# Palazzo Costantini
Palazzo Costantini è un edificio situato nel centro storico di Vicenza, in Contrà Riale 13. È una delle sedi della Biblioteca Civica Bertoliana.

## Storia

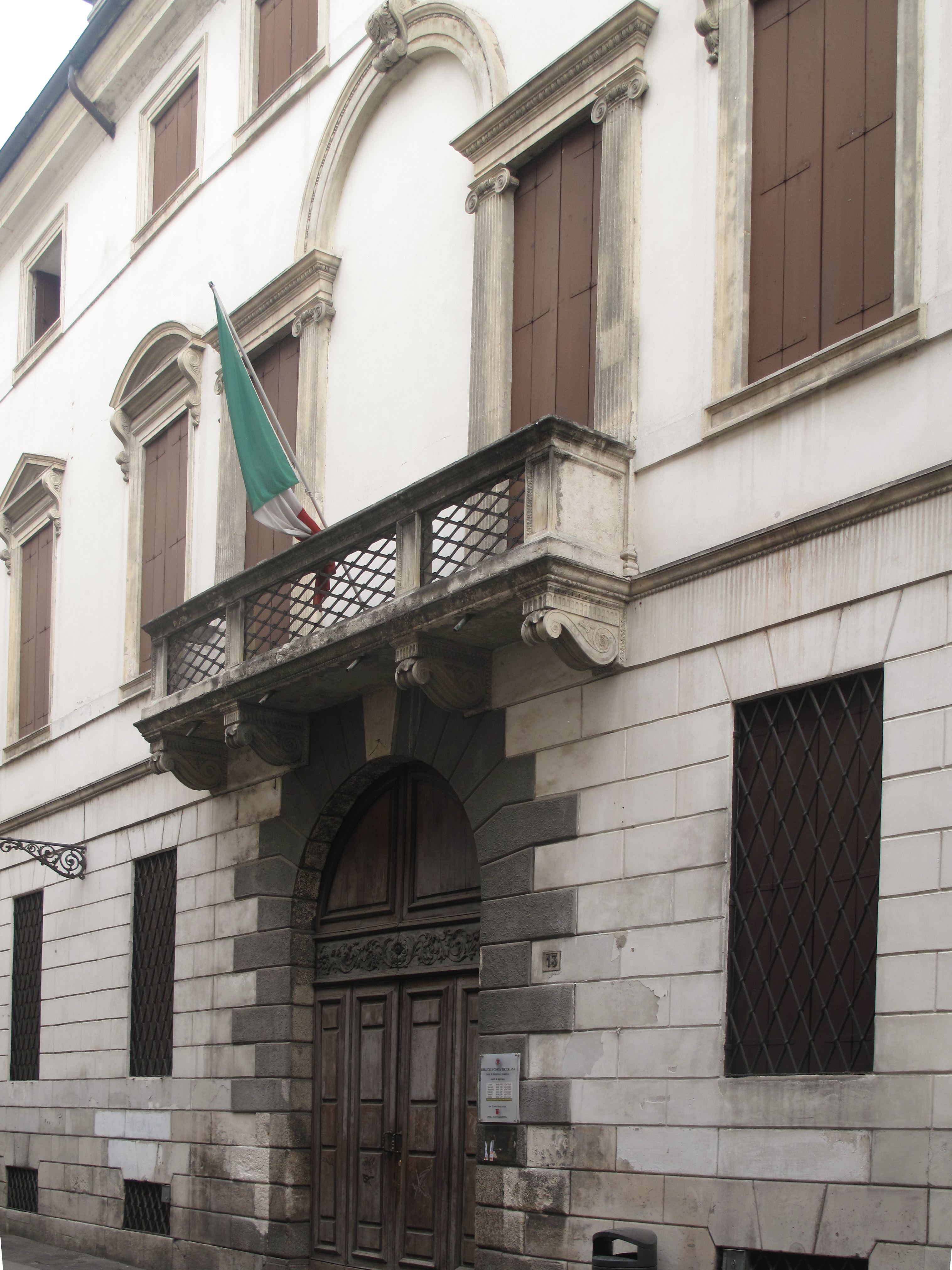
Portale

Eretto nel 1840 su progetto di Giovanni Maria Negrin Quartesan, venne acquisito dalla Casa del Popolo dei cattolici vicentini nel 1913 e rimase loro sede fino al 1921; in seguito divenne sede dell'INAIL e quindi divenne una delle sedi della biblioteca civica, dal 1981 "sala per la ricerca guidata". A conclusione dei lavori di restauro, nel 1993 venne aperta una sala affrescata dedicata all'ex direttore della Bertoliana, Antonio Dalla Pozza.

## Biblioteca
Il servizio bibliotecario mette a disposizione 9 sale di lettura con 130 posti a sedere, una postazione per l'accesso ai cataloghi elettronici, una postazione per la consultazione Internet ed una nel reparto per ragazzi.
La biblioteca di Palazzo Costantini conta su un totale di circa 20.000 opere ed è specializzata nel settore della consultazione e nel settore artistico e letterario.